# Mieke De Groote
Mieke De Groote (Ukkel, 15 december 1958) is een Vlaams actrice. Ze is bekend van haar rol in de televisieseries Het eiland en Van vlees en bloed en de film De Hel van Tanger en als actrice in verschillende theatervoorstellingen.
De Groote studeerde af in 1981 aan de Studio Herman Teirlinck, in het jaar van Els Olaerts, Carl Ridders, Dirk Roofthooft, Loes Van den Heuvel, Hilde Van Mieghem en Luk Wyns. Al tijdens haar studie figureerde ze in De Witte van Sichem. Daarna volgden rollen in De Vlaschaard en Spoorloos. Ze speelde in een hele reeks langspeelfilms en had gastoptredens in bijna elke Vlaamse langlopende televisieserie.
In het theater acteerde ze bij de gezelschappen van de KVS, NTGent, De Tijd, Het Toneelhuis, Theater Malpertuis en andere in onder meer Risjaar Drei, Midzomernachtsdroom, Zomergasten, 4 zusters, Mamma Medea, Husbands & Wives en Aphasiadisiac. Samen met Tania Van der Sanden bewerkte en speelde ze En maar niet willen sneeuwen....
Haar dochter is muzikante Nina Kortekaas.

## Films en televisieseries
- De Witte van Sichem (1980) - als zuster
- De Vlaschaard (1983) - als Martha
- Spoorloos (1988) - als Belgische toerist
- After You (1990)
- Commissaris Roos (1990)
- De gouden jaren (1992)
- Oog in oog - als An Baekelmans
- Tender Waves (1992) - als Natasia
- Commissaris Roos (1992) - als Tessie
- Anchoress (1993) - als vrouw van Martin
- Bex & Blanche (1993)
- Niet voor publikatie (1994-1995) - als Yvette Willems
- Marie Antoinette is niet dood (1996)
- Kulderzipken (1997) - als Havanna
- Stille ogen (1997)
- Rosie (1998) - als directrice van instelling
- Heterdaad (1998) - als Chantal Proost
- De Raf & Ronny Show (1999) - als Suzie
- Recht op Recht (1999) - als Claudine Versteye
- Thuis (2000, 2003-2004) - als Lydia
- Chris & Co (2001) - als Katlijn
- Flikken (2001) - als Katja
- Recht op Recht (2002) - als Mirelle
- De Tweeling (2002) - als dokter
- Rupel (2004) - als Siska
- Het eiland (2004) - als Sonja Drets
- Witse (2004) - als Mieke Peeters
- Aspe (2004) - als Charlotte Degroof
- De Kotmadam (2005) - als Elvire
- De Hel van Tanger (2006) - als Rita Van Loock
- Zone Stad (2007) - als Lea Vanacker
- Katarakt (2008) - als Christel
- Van vlees en bloed (2009) - als Gerda Vangenechten
- Witse (2010) - als Karin Hanssens
- Aspe (2010) - als Greet De Vliet
- De Ronde (2011) - als Herta
- Pelgrim (2011) - als Domina
- Code 37 (2012) - als Greet Adriaans
- Tweesprong (2012) - als Ilsa
- De Ridder (2013) - als minister Lieve Kruysmans
- Aspe (2013) - als Tanja De Baecke
- Achter de feiten (2014) - verschillende rollen
- Amateurs (2014) - als Nora Wijs
- Cordon (2014) - als Sabine Lommers
- Vossenstreken (2015) - als Marleen Vollebreght
- Patrouille Linkeroever (2016) - als Liliane Verdonckschot
- Cordon 2 (2016) - als Sabine Lommers
- Beau Séjour (2017) - als Dora Plettinckx
- Tytgat Chocolat (2017) - als Nikki Vloemans
- Vriend van Goud (2017) - als Lisette
- Professor T. (2018)
- De twaalf (2019-2020) - als Mia
- Zie mij graag (2019-2020) - als Elly Swerts
- Hellhole (2019) - als Els
- Ghost Tropic (2019) - als collega
- Callboys (2019) - als Kristien
- Kom hier dat ik u kus (2020) - als oma
- Niets Te Melden (2020) - als magistraat
- De familie Claus (2020) - als dokter
- The Sky Was Pink (2021)
- Billie vs Benjamin (2022, 2024) - als Linda
- Lost Luggage (2022) - als Rita
- Luc (2022) - als José
- Onder Vuur (2022, 2023) - als Carine
- Noise (2023) - als Brenda
- Holy Rosita (2024) - als Magda
- Assisen (2024) - als Psychiater Linda Jacobs
- De Kotmadam (2024) - als Siska

## Theater[1]
- 2016: Risjaar Drei, Olympique Dramatique en Toneelhuis, regie: Stijn Van Opstal en Tom Dewispelare
- 2016: Dezelfde Zee, tekst: Amos Oz, regie: Rosa Vandervorst
- 2015: De kinderjaren van Jezus, Toneelhuis, tekst: J.M. Coetzee, bewerking: Mokhallad Rasem, Guy Cassiers en Erwin Jans
- 2015: Dood van een handelsreiziger, ARSENAAL/LAZARUS, regie: Michael De Cock
- 2014: Augustus ergens op de vlakte, Olympique Dramatique, Toneelhuis, KVS en NTGent, regie: Stijn Van Opstal en Tom Dewispelare
- 2012: bloetwollefduivel/Othello, De Tijd, regie: Jurgen Delnaet
- 2012: Veldwerk, De Tijd en Rataplan vzw, regie: Lucas Vandervorst
- 2011: nRust, De Tijd, tekst: Anton Tsjechov, regie: Lucas Vandervorst
- 2010: Drie Zusters, ARSENAAL/LAZARUS, tekst: Anton Tsjechov, regie: Michael De Cock
- 2010: De koning sterft, ARSENAAL/LAZARUS, regie: Michael De Cock
- 2008: 2019 (Droomspel), theaterMalpertuis, regie: Piet Arfeuille
- 2000: Altijd 't zelfde, Tristero en Dito'Dito
- 2008: Metamorfosen,  theaterMalpertuis, regie: Piet Arfeuille
- 2008: Aphasiadisiac, les ballets C de la B, TorinoDanza, Pallas Theatre - Elliniki Theamaton Production company en Sadler's Wells, choreografie: Ted Stoffer
- 2007: Kwartet, Toneelhuis en Schauspielhaus Wien, regie: Peter Missotten
- 2007: Heen, De Werf
- 2007: En maar niet willen sneeuwen, theaterMalpertuis, regie: Bob De Moor
- 2006: Elk wat wils, iets van Shakespeare, De Tijd, regie: Lucas Vandervorst
- 2004: Peter Handke en de wolf, De Tijd, regie: Lucas Vandervorst
- 2004: Gloed, theaterMalpertuis, regie: Lucas Vandervorst
- 2003: Emilia Galotti, De Tijd, regie: Dieter Munck en Lucas Vandervorst
- 2003: De dood van Wallenstein, De Tijd, regie: Lucas Vandervorst
- 2003: Basel retour, De Tijd, regie: Lucas Vandervorst
- 2002: Husbands & Wives, De Tijd, tekst: Woody Allen, regie: Johan Van Assche
- 2002: Trilogie van het weerzien, De Tijd, S.M.A.K., Vooruit en Toneelhuis
- 2001: 4 zusters, De Tijd, regie: Lucas Vandervorst
- 2001: Mamma Medea, Toneelhuis
- 1999: Zomergasten, De Tijd, regie: Lucas Vandervorst
- 1999: IJsberenrevue, De Tijd, Stuc, CC Leuven, regie: Lucas Vandervorst
- 1999: Het Bloed, Nederlands Toneel Gent, regie: Niek Kortekaas
- 1999: Closer (tot op het bot), Nederlands Toneel Gent, regie: Niek Kortekaas
- 1999: Macbeth, Nederlands Toneel Gent, tekst: Shakespeare, regie: Guy Van Sande
- 1998: Les liasons dangereuses (ijs kan branden), Nederlands Toneel Gent, regie: Niek Kortekaas
- 1997: Midzomernachtsdroom, Nederlands Toneel Gent, regie: Niek Kortekaas
- 1998: Het bal (je danse donc je suis), Nederlands Toneel Gent, regie: Guy Van Sande
- 1997: A Clockwork Orange, Nederlands Toneel Gent, regie: Niek Kortekaas
- 1997: Drama's uit het courante leven, Nederlands Toneel Gent, regie: Stany Crets
- 1996: Lucifer, Compagnie De Koe, Het Zuidelijk Toneel, regie: Peter Van den Eede
- 1995: Drie Zusters, De Tijd, regie: Lucas Vandervorst
- 1995: Doodgeestig, Arca, regie: Niek Kortekaas
- 1994: Verwarring, KVS, regie: André Van De Heuvel
- 1994: Freuds laatste droom, KVS, regie: Franz Marijnen
- 1993: Mademoiselle Jaïre, Theater De Korre, regie: Bob De Moor
- 1993: Freule Julie, KVS, regie: David Amitin
- 1991: Herfst en winter, Theater Antigone, regie: Karst Woudstra
- 1989: De tijd en de kamer, Arca, regie: Jos Verbist, Herman Gillis
- 1989: Jakov Bogomolov, De Tijd, regie: Ivo Van Hove
- 1988: Britannicus, Theater De Korre, regie: Karst Woudstra
- 1988: Triptiek van het weerzien, Nederlands Toneel Gent, regie: Mette Bouhuijs
- 1988: Nachtasiel, Arca, regie: Jos Verbist
- 1987: Nachtwake, Blauwe Maandag Compagnie, regie: Guy Joosten
- 1986: Een kleine toverfluit, Koninklijk Jeugdtheater, regie: Marc Schillemans
- 1986: Schatteneiland, Koninklijk Jeugdtheater, choreografie: Aimé De Lignière, regie: Jan Verbist
- 1986: De knecht van twee meesters, Koninklijk Jeugdtheater, regie: Marcel De Bie